# 広島市安佐動物公園

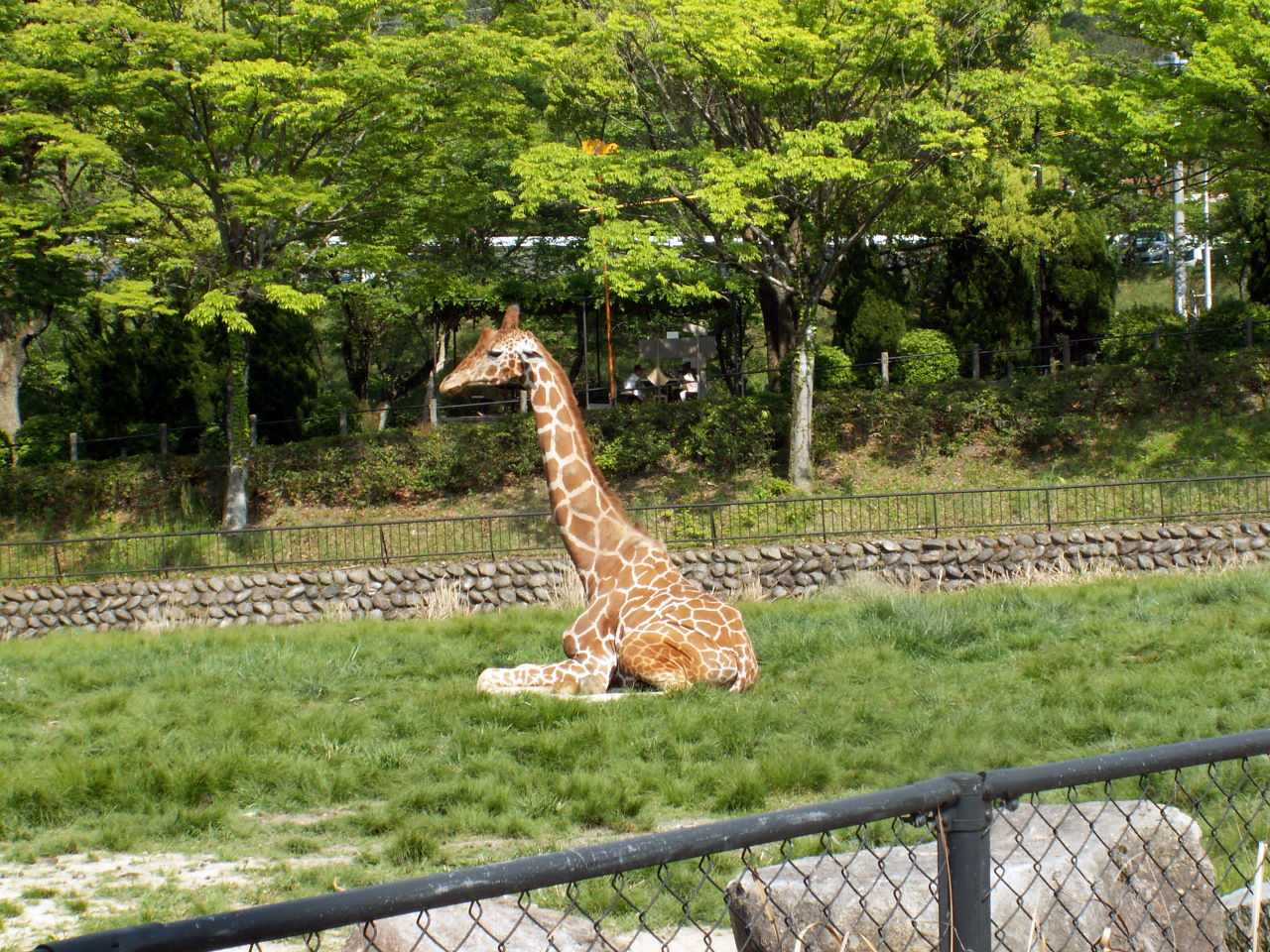
キリンの展示

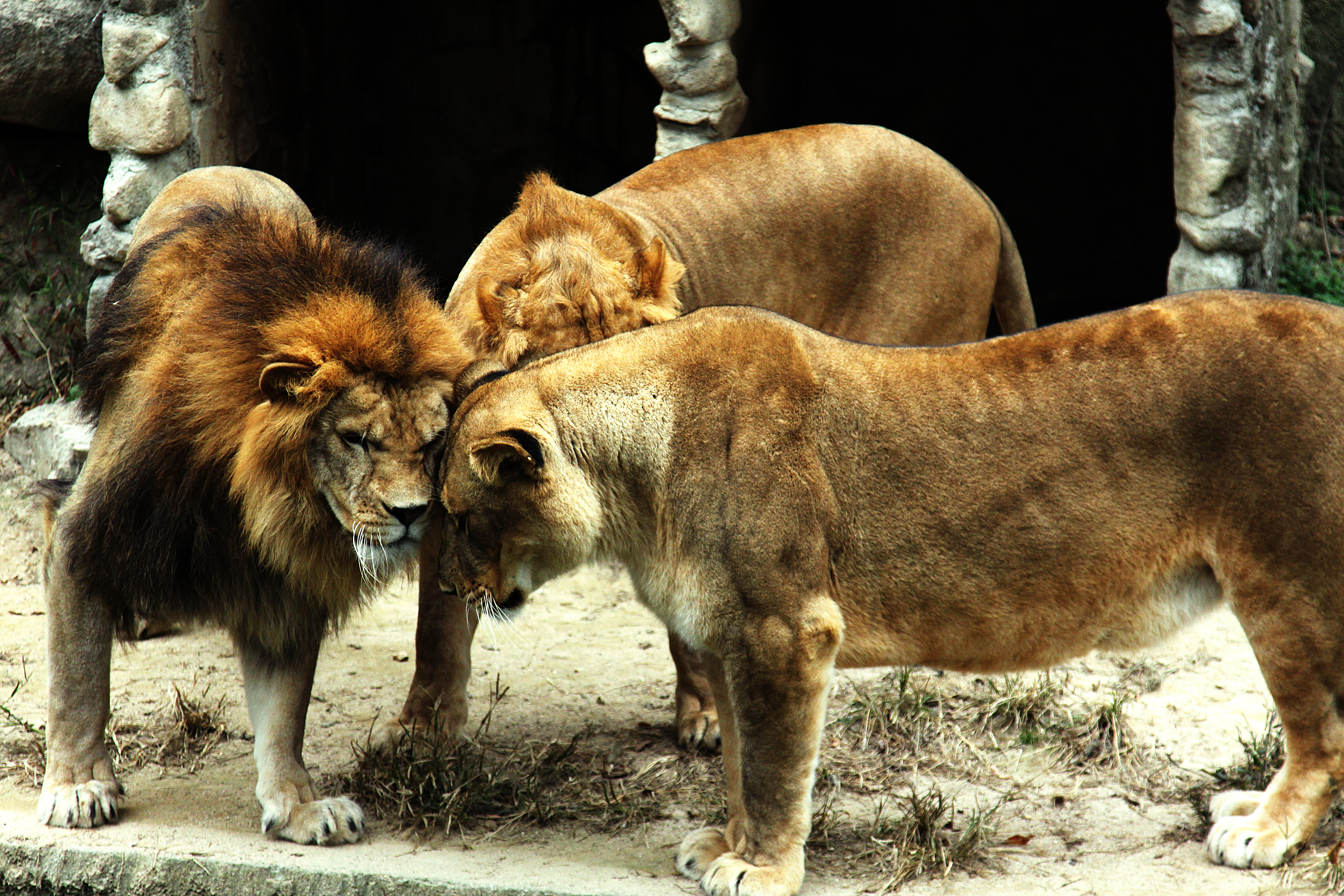
ライオンの群れ

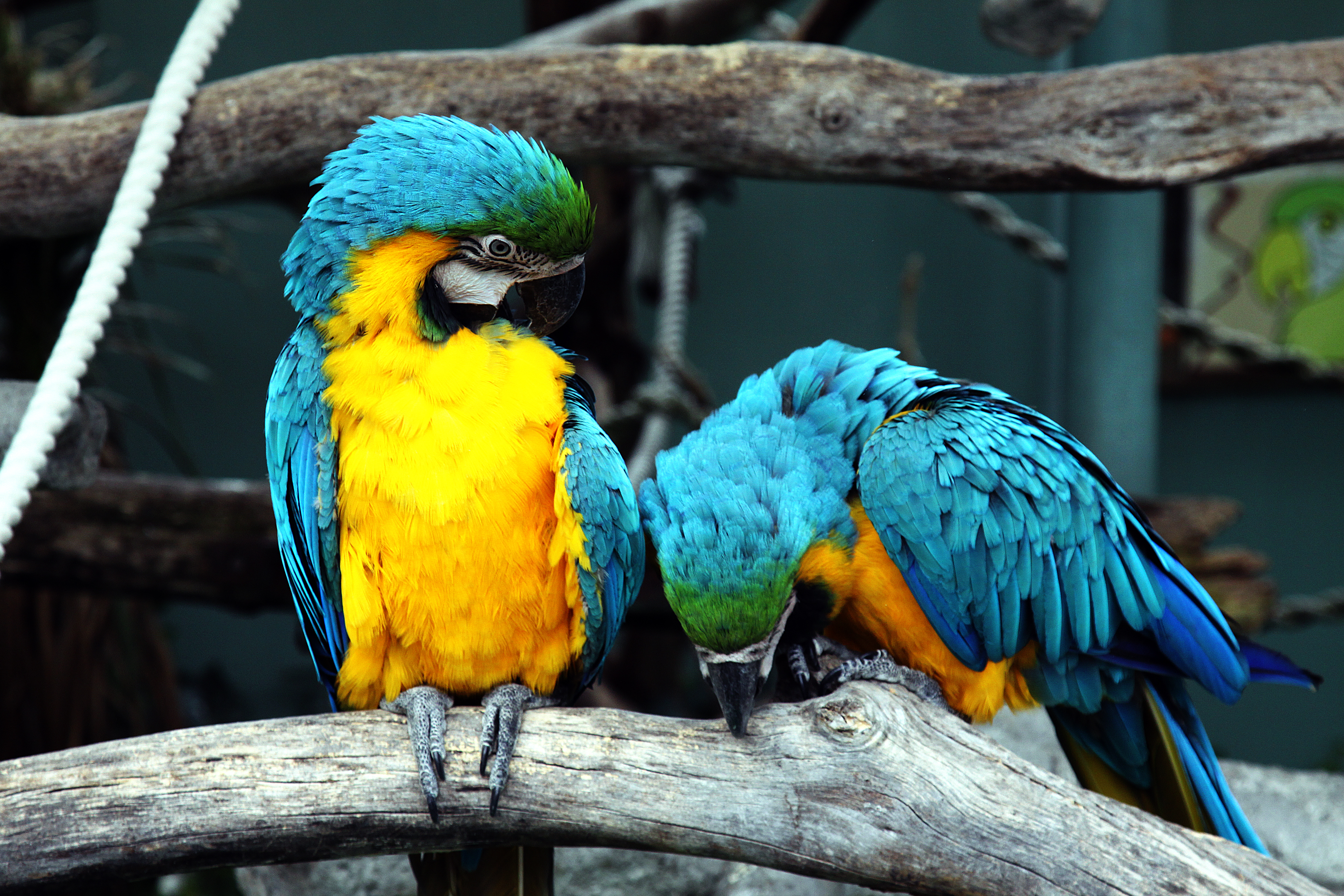
鳥類の展示

広島市安佐動物公園（ひろしましあさどうぶつこうえん）は、広島県広島市安佐北区安佐町動物園にある動物園。

## 開設まで
1960年代前半頃から、候補地の選定を開始。当初は戸坂町や三滝が候補に挙がっていたが、地価や用地確保困難から断念。周辺町村を含めた形で用地選定を行っていた。その後、牛田の山林や古田町の鬼ヶ城などが挙がっていたが、1966年9月時点で安佐郡内の丘陵地が有力とされていた。半面、広島市外に設けることについて異論も存在していた。
同年9月13日に開かれた、市議会観光特別対策委員会で安佐町後山が最適であると調査結果を報告。同年10月27日の市議会観光特別対策委員会で、安佐町後山が適地であると採択。同月29日に広島市開発公社は、同年12月から後山地区の土地を買収する事を決定。50万平方メートル、8千万円を見込んでいた。

## 概要
全国で62番目の動物園として1971年9月1日に開園。総面積51.4ヘクタールの内、動物展示スペースを開園当初は14ヘクタール、1985年の西園整備で23.2ヘクタール、現在は25.6ヘクタール当てている。敷地内にキリンやライオンなど約170種類の動物を飼育しており、クロサイの繁殖ではハナが10頭を出産し世界記録を樹立。オオサンショウウオの飼育研究は学術的にも高い評価を受けている。またグラントシマウマ、ケープハイラックス、マレーバクなど継続した繁殖を誇っている。
2001年には子どもが動物と触れ合えるスペースとして「ぴーちくパーク」を開設。2003年夏には「納涼ナイト・サファリ」として夜間開園を行い、以来毎年夏に開催されている。現在、再構築工事の真っ最中であり、完全に工事が終わるのは2045年頃とされている。新たにコビトカバ、トナカイ、カピバラ、オオカミを導入予定。2021年度には開園50周年を記念して安佐動物公園の沿革などを公式ホームページの「飼育員のasazooブログ!」で書いており、開園当時のアフリカ平原の様子や過去に飼育されていたオグロヌーやトムソンガゼル、エランドなどが紹介された。

## 沿革
- 1966年10月 - 建設場所が安佐町後山として正式に決定[8]。
- 1967年4月 - 動物園用地の確保[8]。
- 1968年6月 - 建設工事着工[8]。
- 1971年9月 - 開園。チンパンジー、ゴリラ、グラントシマウマ、アフリカスイギュウ、クロサイ、アフリカゾウなどが来園。アフリカスイギュウは安佐動物公園初めての繁殖に成功[8]。
- 1973年2月 - トラ・ヒョウ館公開[8]。
- 1974年6月 - はちゅうるい館公開[9]。
- 1977年4月 - クロサイの繁殖に成功する[9]。
- 1979年 - 世界で初めてオオサンショウウオの産卵に成功する[10]。
- 1985年6月 - 西園完成。それに伴い、カモシカやタンチョウなどが来園[9]。
- 1986年 - 広島市の友好都市である旧西ドイツのハノーバーからシロフクロウ2羽来園[11]。
- 1987年 - 中国の重慶市との動物交流開始。動物科学館オープン。
- 1988年 - オオサンショウウオの研究で日本動物園水族館協会から第2回古賀賞受賞。
- 1991年 - 新しい動物病院完成。開園以来の入園者が1,000万人突破。
- 1993年 - ローランドゴリラがブリーディングローンで東京都の恩賜上野動物園に移動。
- 1995年 - クロサイの繁殖技術と種の保存で日本動物園水族館協会から第9回古賀賞受賞。
- 1997年 - オオサンショウウオ保護増殖施設と新しいヒヒ山が完成。
- 1998年 - チンパンジーが世界初の人工授精によって雌の赤ちゃんを出産。
- 1999年 - 100頭目のシマウマ誕生。
- 2001年 - 新しいこども動物園「ぴーちくパーク」完成。
- 2002年 - 開園以来の入園数が1,500万人突破。
- 2003年 - 観測園路「サバンナテラス」完成。
- 2004年 - 広島市で日本動物園水族館協会の総会が開催され、協会の総裁だった秋篠宮文仁親王と同妃紀子が来園。
- 2005年 - クロサイを間近に観察できるライノテラスが完成。
- 20099年 - 日本オオサンショウウオの会会長の桑原一司が副園長に就任。
- 2012年 - グラントシマウマの研究で日本動物園水族館協会から第26回古賀賞受賞。
- 2013年2月4日 - 「ぴーちくパーク」内の小鳥舎で飼育している小鳥49羽が相次いで死に、ジュウシマツの肝臓から「エルシニア・シュードツベルクローシス菌」を検出。ヒトへの感染を防ぐため、同月13日まで来園者の小鳥舎への入場を中止した[12][13]。
- 2021年 - 開業50周年。
- 2023年11月 - 園内に野生のツキノワグマが出没したことから、一部を閉鎖[14]。
- 2024年8月 -国内で初めてマルミミゾウの妊娠が確認された[15]
- 2025年8月 -国内で初めてマルミミゾウが誕生した。

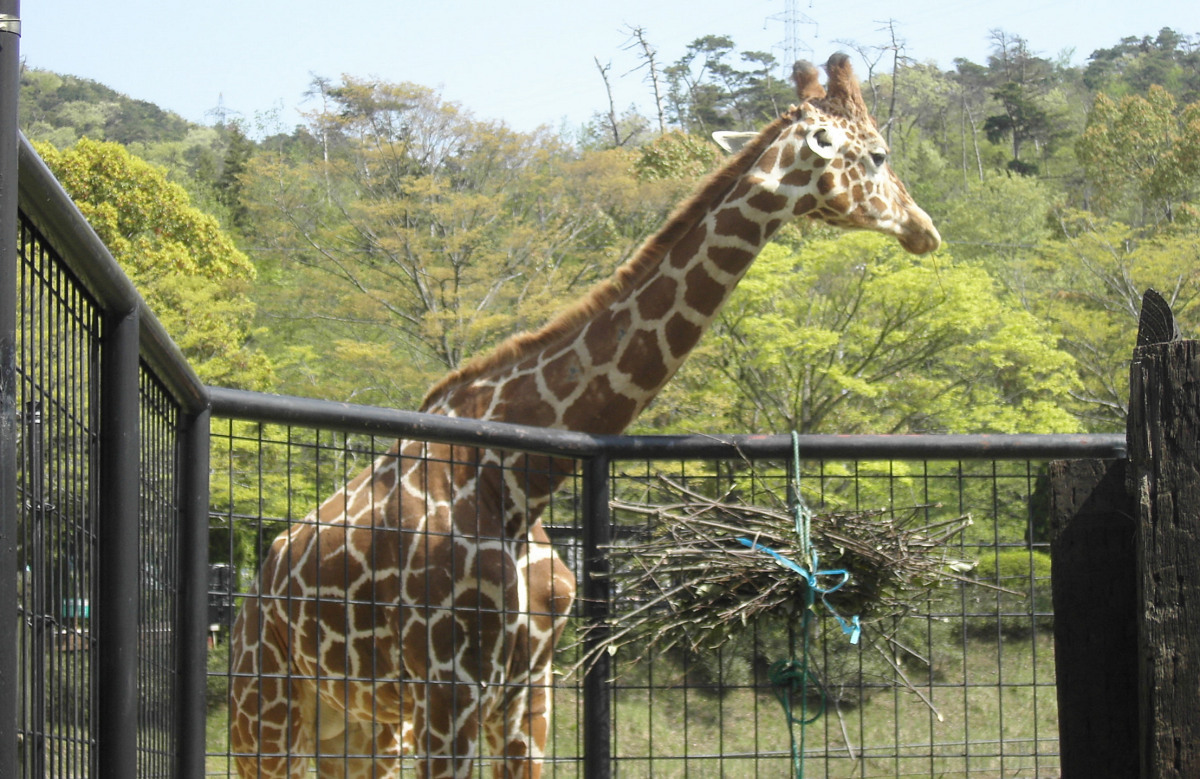
アミメキリン
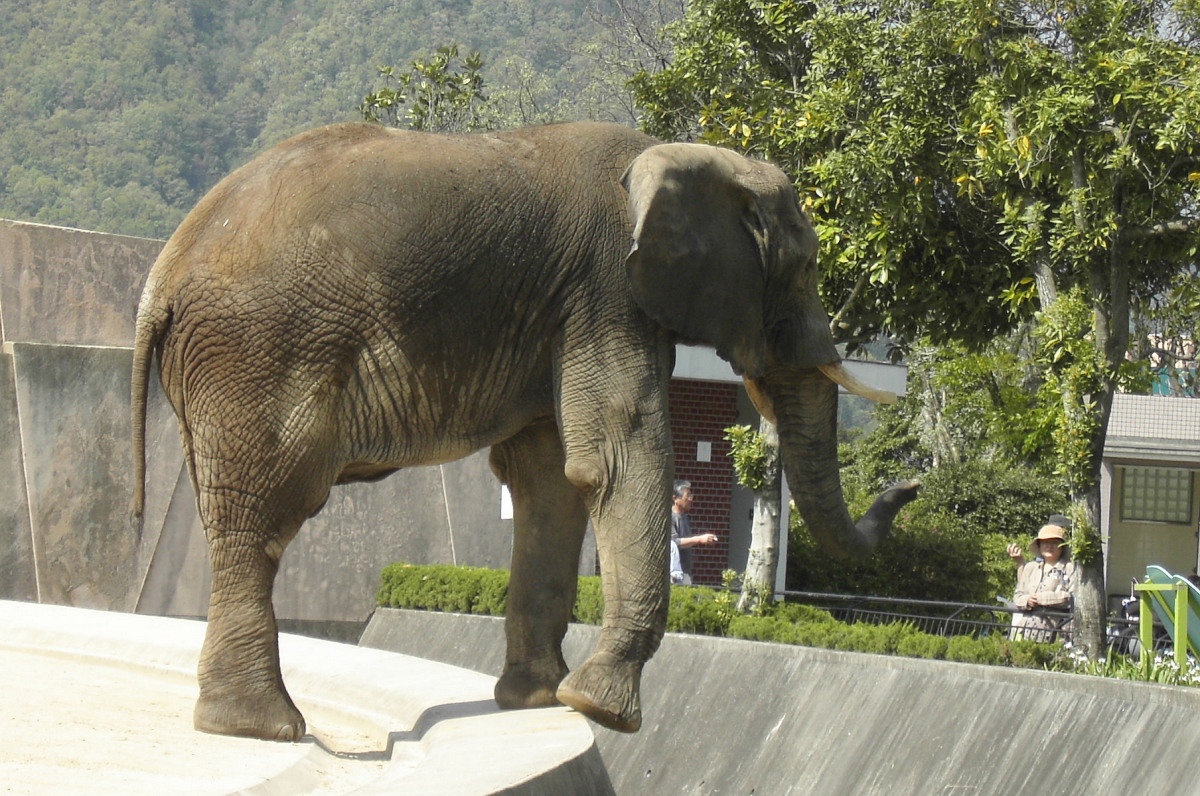
サバンナゾウ
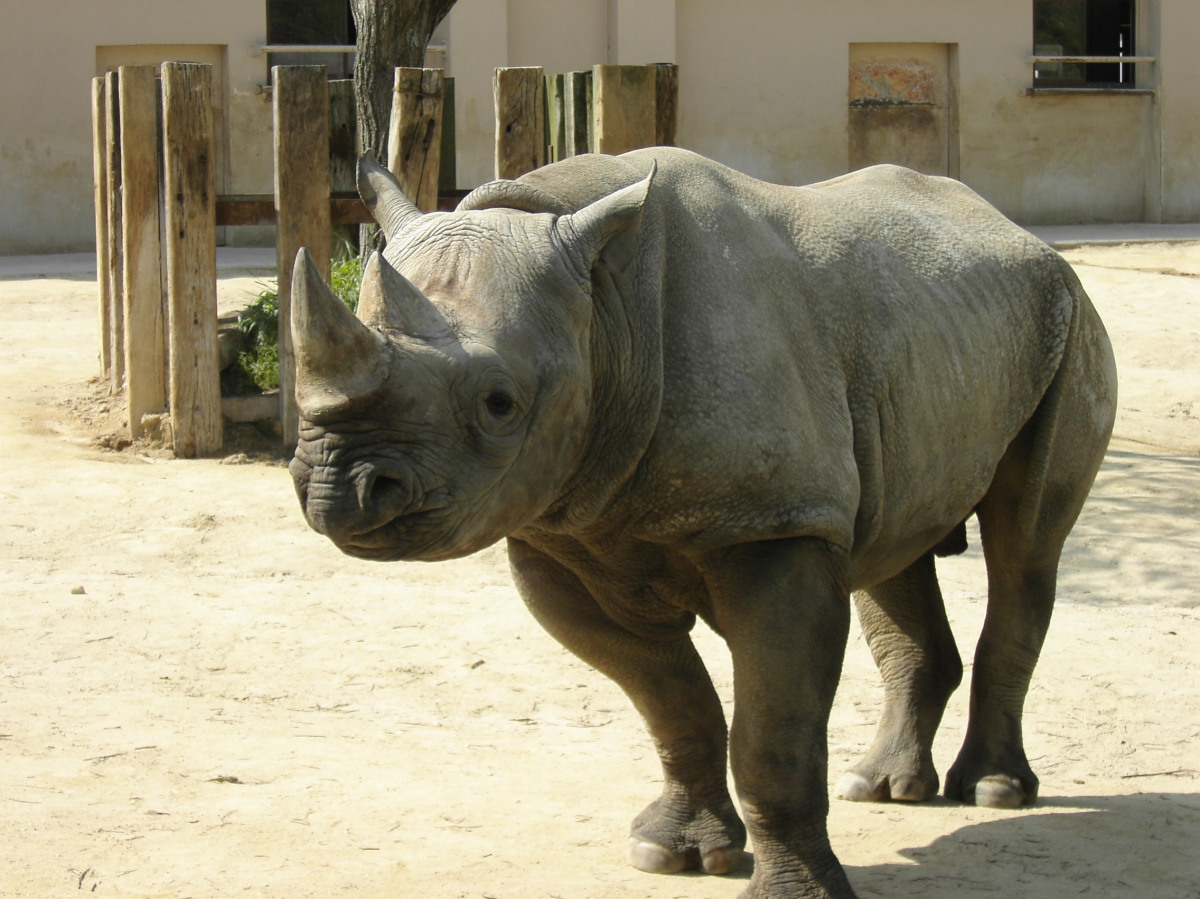
クロサイ
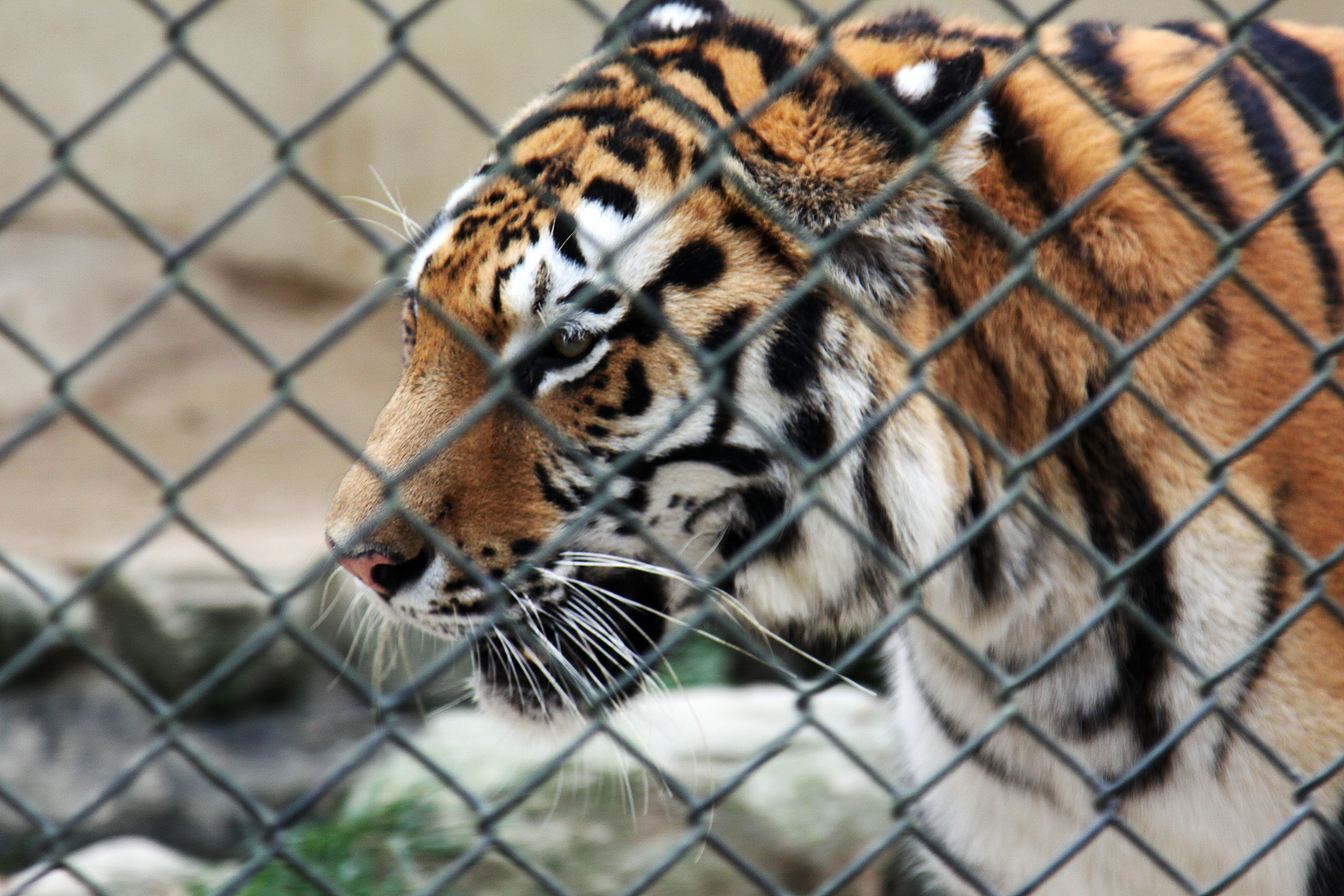
アムールトラ
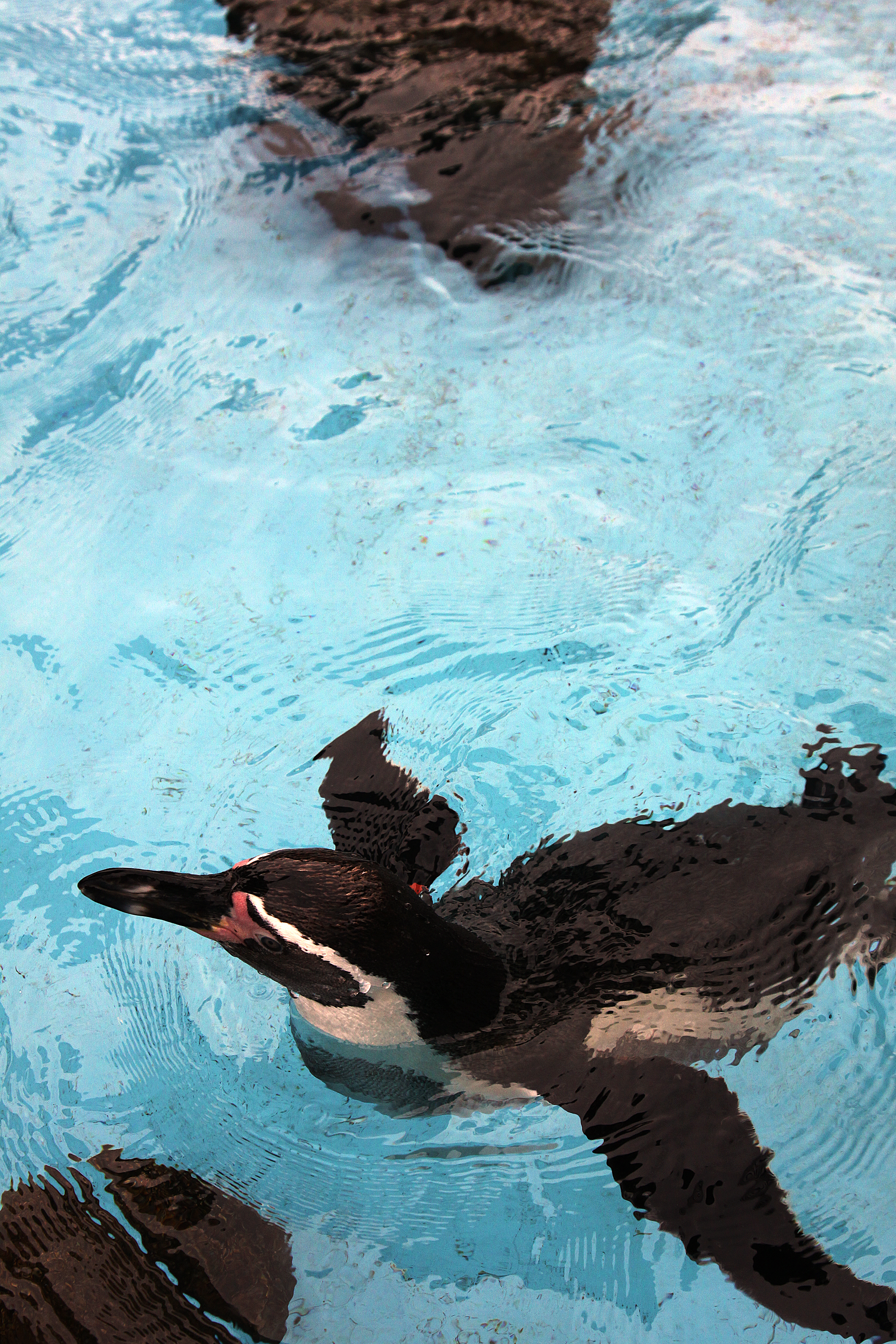
フンボルトペンギン

## アクセス

### 公共交通機関
- アストラムライン 上安駅から路線バス（あさひが丘ゆき又は飯室ゆき）に乗車、「安佐動物公園」バス停下車[16]
  - 70-3号線,65-3号線（広電バス[17]）：広島バスセンター（紙屋町）・上安駅方面 - 安佐動物公園 - あさひが丘方面
  - あさひが丘線（フォーブル[18]）：上安駅方面 - 安佐動物公園 - あさひが丘・安佐営業所（飯室）方面
  - アストラムライン：本通・新白島・大町 - 上安駅 - 大塚・広域公園前方面

### 車
- 広島市中心部より
  - 国道54号をアストラムライン沿いに進み、上安駅直後の動物園入口を右折。 約40分。
  - 広島高速4号線を進み、大塚駅北口交差点を右折、アストラムライン沿いに進み、上安交差点を左折。
- 広島自動車道広島北インターチェンジ出口を左折、上行森交差点を右折し、県道268号線を南へ進む。約15分。
- 山陽自動車道広島インターチェンジ、五日市インターチェンジを出て、アストラムライン沿いに進み上安駅近くの上安交差点を山側に進む。約20分。

### 補足
1. 1 2  当初は、1971年8月6日開園予定だったが、同年7月の大雨により周辺道路に被害が出たため開園を延期。8月11日の新聞に開園したと勘違いした住民が動物園に訪れたと報じられている[1]。同年8月25日に周辺道路が復旧したことで9月1日開園が決まった[2]。